# Ádám Nagy
Ádám Nagy (Budapest, 17 de junio de 1995) es un futbolista húngaro. Juega como centrocampista en el Spezia Calcio de la Serie B.

## Trayectoria
Se formó como futbolista en las categorías inferiores del Vasas S. C. Con 17 años, recaló en Rio Maior (Portugal) para jugar en el equipo de la academia internacional VisionPro Sports Institute. Cuando dicho proyecto fue clausurado en 2013, regresó a Hungría y fue contratado por el Ferencváros.
A partir de ese año, Nagy formó parte del filial del Ferencváros en Tercera División y se ganó la titularidad en el puesto de centrocampista defensivo. Dos temporadas después fue ascendido al primer equipo, debutando el 12 de mayo de 2015 frente al Honvéd en la Copa Húngara. A partir de la campaña 2015/16 se hizo un hueco en el once titular, con 25 encuentros disputados y la consecución de la Liga de Hungría. El diario Nemzeti Sport le incluyó en el once titular ideal de 2016.

## Selección nacional
Es internacional con la selección de fútbol de Hungría desde el 7 de septiembre de 2015.
Miembro del combinado nacional desde las categorías inferiores, fue titular en la Copa Mundial Sub-20 de 2015. Aunque su país fue eliminado en octavos de final, él destacó por su control del centro del campo. De ahí el seleccionador Bernd Storck le llamó para la absoluta. Su primer gran torneo internacional fue la Eurocopa 2016.

### Participaciones en Eurocopas
| Copa          | Sede     | Resultado        | Partidos | Goles |
| ------------- | -------- | ---------------- | -------- | ----- |
| Eurocopa 2016 | Francia  | Octavos de final | 3        | 0     |
| Eurocopa 2020 | Europa   | Primera fase     | 3        | 0     |
| Eurocopa 2024 | Alemania | Primera fase     | 3        | 0     |

## Clubes
| Club               | País       | Año       | Partidos | Goles |
| ------------------ | ---------- | --------- | -------- | ----- |
| Ferencvárosi T. C. | Hungría    | 2013-2016 | 37       | 0     |
| Bolonia F. C. 1909 | Italia     | 2016-2019 | 57       | 1     |
| Bristol City F. C. | Inglaterra | 2019-2021 | 62       | 3     |
| Pisa S. C.         | Italia     | 2021-2024 | 85       | 0     |
| Spezia Calcio      | Italia     | 2024-     | 51       | 0     |